# De Bijenkorf (Rotterdam)
De Rotterdamse vestiging van De Bijenkorf is een van de drie grootste vestigingen van de warenhuisketen. Het gebouw dateert uit 1957 en is een symbool van de wederopbouw van de stad Rotterdam. Het is met die in Amsterdam en Den Haag een van de drie zogeheten flagship stores, de belangrijkste winkels uit de keten. Geruime tijd waren de vestigingen van Amsterdam, Den Haag en Rotterdam de enige in Nederland. Eindhoven was in 1969 de vierde vestiging en de eerste buiten de Randstad.

## Gebouw

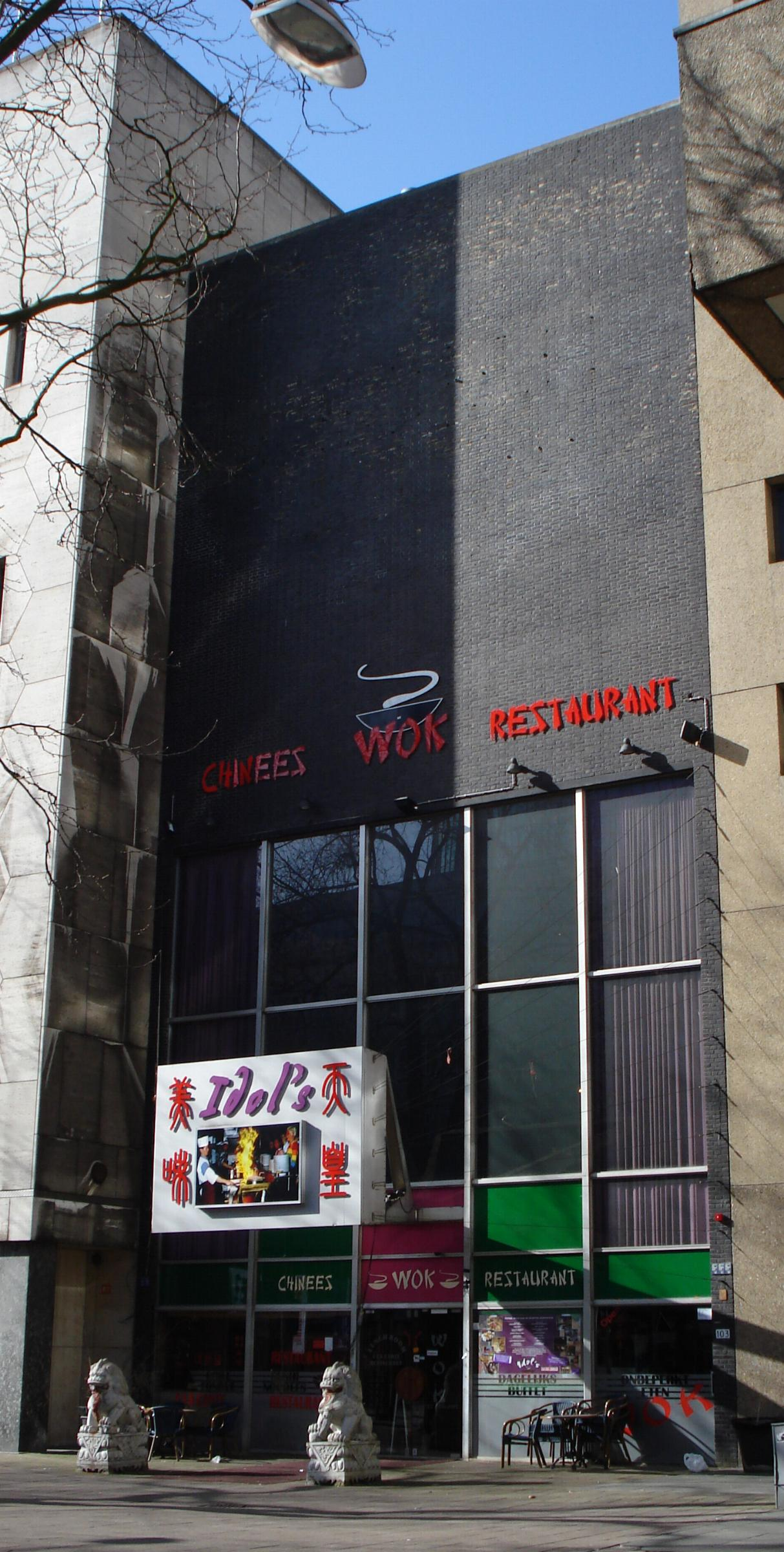
Voormalig Cineac-bioscoop, behorend bij het complex

Het gebouw staat prominent tegenover de Beurs aan de Coolsingel, sinds 2012 naast de B'Tower. De huidige Bijenkorf verrees als vervanging van het voormalige gebouw dat door de bombardementen zwaar getroffen was en is ontworpen door de Hongaars-Amerikaanse architect Marcel Breuer (1902–1981).

## Cineac Bijenkorf
Eveneens onderdeel van het rijksmonumentale complex is de ernaast gelegen met toegang vanuit de Bijenkorf en gelijktijdig gebouwde bioscoop van Cineac-NRC, vanaf 1977 Cineac Bijenkorf genoemd, in 1989 gesloten en nu een wokrestaurant.

## Kunst

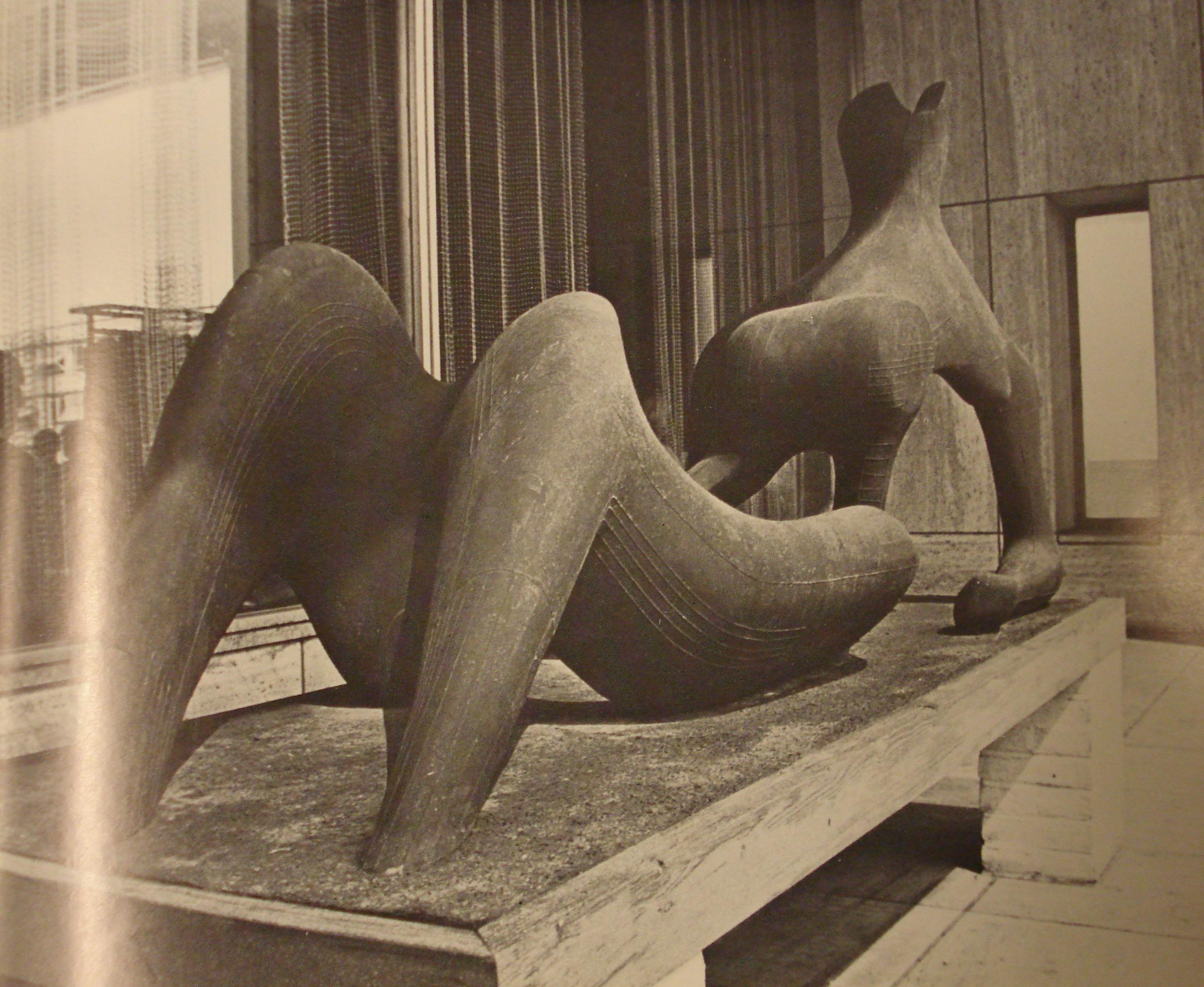
Moore, reclining figure

De sculptuur De gestileerde bloem van de hand van Naum Gabo voor het gebouw is gelijktijdig geplaatst. De sculptuur werd geplaatst om aan de gemeentelijke eis van een dubbele rooilijn te voldoen. In het gebouw werd onder meer een replica van de verloren gegane glas-in-loodcompositie V van van Doesburg geplaatst en een beeld van Henry Moore.